# La Belle et le Clochard
Vous lisez un « article de qualité » labellisé en 2011.  Il fait partie d'un « thème de qualité ».
Pour les articles homonymes, voir Belle.
Série Classiques d'animation Disney
Peter Pan
(1953) La Belle au bois dormant
(1959)
Série La Belle et le Clochard
La Belle et le Clochard 2
(2001)
Pour plus de détails, voir Fiche technique et Distribution.
La Belle et le Clochard (Lady and the Tramp) est le 19e long-métrage d'animation et le 15e « Classique d'animation » des studios Disney. Sorti en 1955, il est adapté d'une histoire de Ward Greene, Happy Dan, the Whistling Dog (1937).
La Belle et le Clochard marque une étape importante dans l'histoire des studios Disney à plusieurs titres : c'est le premier de leurs longs métrages d'animation à utiliser le format d'image CinemaScope (2,55:1), utilisé à partir de 1953, et à bénéficier du son stéréo (quatre voies), si l'on excepte la tentative de Fantasia (1940) en « Fantasound ». Cependant, peu de salles étant encore équipées à cette époque pour le CinemaScope, il fut entièrement retourné au format 1,37:1. C'est également le premier film distribué par Buena Vista Pictures Distribution, une société créée en 1954 par Walt Disney afin de ne plus être dépendant d'autres groupes cinématographiques (Disney était jusqu'alors distribué par RKO Radio Pictures).
L'histoire du film est aussi marquée par la présence de la chanteuse Peggy Lee, qui, à la fin des années 1980, assigna le studio en justice avec succès pour obtenir des dédommagements sur la vente de cassettes vidéo du film, support non prévu dans son contrat initial. La chanteuse fut suivie par d'autres professionnels, et les contrats ont, par la suite, été modifiés pour éviter ce type de procès.
Une suite intitulée La Belle et le Clochard 2 : L'Appel de la rue est sortie directement en vidéo en 2000. Une version en prise de vues réelles, réalisée par Charlie Bean (La Belle et le Clochard), est sortie en exclusivité sur le service Disney+ en novembre 2019 aux États-Unis.

## Synopsis

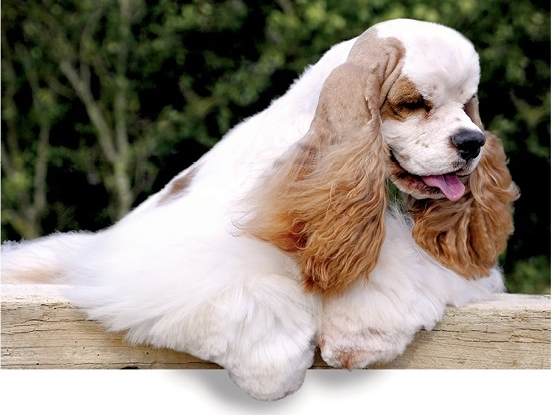
Un Cocker spaniel américain.

Jim Chéri (Dear dans la version originale) et sa femme, Darling, vivent dans une maison d'une petite ville tranquille de la Nouvelle-Angleterre. Une nuit de Noël, Jim offre une jeune chienne Cocker Spaniel Américain à sa femme qui la baptise Lady. Jim cherche à éduquer le chiot, mais ses pleurs et sa persévérance font que Lady arrive à dormir au pied du lit de ses maîtres, ce qui devient une habitude. À l'âge de six mois, elle reçoit un collier avec une plaque gravée. Le voisinage comprend plusieurs autres chiens, Jock, un terrier écossais, et César, un vieux limier de Saint-Hubert, ce dernier ayant, selon Jock, perdu son odorat. Un peu plus loin, un chien errant surnommé « Clochard », passe son temps à chercher à manger dans les échoppes et à aider ses amis attrapés par la fourrière.
Un jour d'automne, Lady s'interroge sur les changements de comportement de ses maîtres. Jock et César évoquent comme cause probable la naissance d'un bébé. Clochard, qui passait par là, révèle alors à Lady que lorsque ses maîtres auront un bébé, la belle vie qu'elle mène touchera à sa fin. Si Jock et César choisissent d'ignorer le bâtard, Lady s'interroge sur son avenir et sa place dans la maison. Le bébé naît au printemps et d'autres changements surviennent : Lady passe désormais au second plan malgré quelques attentions.
Lorsque la tante Sarah, propriétaire de deux siamois (Si et Am), vient s'occuper de la maisonnée et du bébé pendant que le couple part en voyage, c'est Lady qui est accusée des méfaits des deux chats. Tante Sarah emmène Lady dans une boutique pour acheter une muselière. Lady s'enfuit alors et, après avoir erré dans la ville, trouve de l'aide et du réconfort auprès de Clochard. Celui-ci la défend de trois chiens qui la poursuivaient. Afin d'aider Lady à se libérer de sa muselière, il l'emmène au zoo. Clochard feint alors d'appartenir à un passant polyglotte pour distraire le gardien du zoo. Une fois entrés dans le parc, les deux chiens cherchent un moyen de libérer Lady. Les singes ne sont d'aucun secours, l'alligator cherche à la dévorer, les hyènes rigolent. La solution vient avec le castor qui coupe la muselière que Clochard vient de lui vendre comme un harnais.
Lady libérée, Clochard lui vante alors sa vie de liberté avec une famille chaque soir. Il lui propose de dîner chez Tony, le restaurant italien dont le chef s'appelle Joe. Tony, qui l'appelle Bandito, lui installe une table pour deux et sert au couple un plat de spaghettis aux boulettes de viande. Tony et Joe se lancent alors dans l'interprétation de Bella Note au bandonéon et à la mandoline. Les deux chiens mangent alors le même spaghetti et s'embrassent. Ils se baladent dans un parc comme des amoureux et inscrivent leurs pattes dans un cœur au pied d'une fontaine. Les deux chiens passent la nuit au bord du parc surplombant la ville. Le lendemain, Lady et Clochard repartent en ville et jouent à faire peur à des poules, mais Lady est attrapée et mise en cage à la fourrière. Elle y découvre entre autres Pedro, Boris et Peg qui lui apprennent le point faible du Clochard, connu pour être un insouciant coureur de chiennes, mais aussi le funeste destin des chiens de la fourrière. Grâce à son collier, le gardien rend Lady à ses maîtres. Revenue chez elle, Lady se retrouve attachée à sa niche dans le jardin. Jock et César cherchent à la réconforter. Clochard arrive alors, mais son humour et sa bonne humeur importunent les trois autres chiens. Jock et César partent, mais Lady, furieuse, le chasse.
L'orage éclate et c'est alors qu'un rat entre dans le jardin des Chéri puis dans la maison, directement dans la chambre du bébé. Les aboiements de Lady réveillent tante Sarah qui la somme de se taire, mais font aussi revenir Clochard. Averti du danger pour le bébé, Clochard entre dans la maison, monte à l'étage et se bat contre le rat. Lady parvient à détacher sa chaîne et à suivre Clochard. Le rat monte sur le berceau qui, renversé par Clochard, provoque les pleurs du bébé. La chambre est sens dessus dessous, mais le rat est mort, tué par Clochard derrière un rideau. Tante Sarah entre alors dans la chambre et surprend Clochard et Lady, ainsi que le berceau renversé. Elle enferme Clochard dans le placard et appelle la fourrière après avoir mis Lady à la cave.
C'est au moment où l'agent de la fourrière part avec Clochard que les Chéri rentrent chez eux, affolés. Lady court dans la chambre et montre le rat sous le rideau. Jock et César, honteux d'avoir mal jugé le bâtard, décident d'aller sauver Clochard avant qu'il ne soit tué et courent vers la fourrière, mais le manque de flair de César semble un handicap surtout lorsqu’il doit traverser plusieurs flaques. Ils parviennent quand même à la fourrière avant l'arrivée de la charrette emportant Clochard et provoquent un accident, renversant le véhicule. Juste après, la voiture à moteur des Chéri arrive avec à son bord Lady. Mais la charrette renversée a blessé César. L'histoire se conclut au Noël suivant, où Lady et Clochard, recueilli chez Jim et Darling Chéri, accueillent Jock et César pour réveillonner avec leurs quatre chiots, trois femelles comme Lady et un mâle comme Clochard. À la demande des plus jeunes, César tente de raconter une histoire, mais ne parvient plus à se souvenir de ce que lui disait son grand-père.

## Fiche technique
- Titre original : Lady and the Tramp
- Titre français : La Belle et le Clochard
- Réalisation : Clyde Geronimi, Wilfred Jackson et Hamilton Luske
- Scénario : Erdman Penner, Joe Rinaldi, Ralph Wright et Don DaGradi d'après Ward Greene
- Conception graphique :
  - Cadrage (Layout) : Ken Anderson, Tom Codrick, McLaren Stewart, Al Zinnen, Don Griffith, Kendall O'Connor, Thor Putnam, Hugh Hennesy, Collin Campbell, Lance Nolley, Victor Haboush, Jacques Rupp et William Bosché.
  - Décors : Claude Coats, Al Dempster, Dick Anthony, Thelma Witmer, Ralph Hulett, Eyvind Earle, Jimi Trout, Ray Huffine et Brice Mack
- Animation :
  - Supervision : Milt Kahl, Frank Thomas, Ollie Johnston, John Lounsbery, Wolfgang Reitherman, Eric Larson, Hal King et Les Clark
  - Animation des personnages : George Nicholas, Harvey Toombs, Hal Ambro, Cliff Nordberg, Ken O'Brien, Don Lusk, Jerry Hathcock, George Kreisl, Eric Cleworth, Hugh Fraser, Marvin Woodward, John Freeman, Edwin Aardal, Jack Campbell, John Sibley et Bob Carlson
  - Effets spéciaux : George Rowley et Dan McManus
  - Assistant animateur : Rolly Crump[3]
- Procédé technique : Ub Iwerks
- Son : C. O. Slyfield (supervision), Harold Steck et Robert O. Cook (enregistrement)
- Montage : Donald Halliday (film), Evelyn Kennedy (musique)
- Musique : Oliver Wallace
  - Chansons : Sonny Burke et Peggy Lee
  - Orchestrations : Edward H. Plumb et Sidney Fine
  - Arrangements vocaux : John Rarig
- Production : Erdman Penner
- Société de production : Walt Disney Pictures
- Société de distribution : Buena Vista Pictures Distribution et Walt Disney Telecommunications and Non-Theatrical Company
- Budget : 4 millions de USD[4]
- Pays de production :  États-Unis
- Langue originale : anglais
- Format : Couleurs  - 35mm - 1,37:1 / 2,35:1 (CinemaScope) - son stéréo 4 pistes (RCA Sound Recording)
- Durée : 75 minutes
- Dates de sortie : 
  - États-Unis : 16 juin 1955 (première à Chicago), 22 juin 1955 (sortie nationale)
  - France : 14 décembre 1955

Sauf mention contraire, les informations proviennent des sources concordantes suivantes : Leonard Maltin, Pierre Lambert,, John Grant et Jerry Beck

## Distribution

### Voix originales
- Barbara Luddy : Lady
- Larry Roberts : Tramp (Clochard)
- Peggy Lee : Darling Dear, Si et Am, Peg
- Lee Millar : Jim Dear, Dog Catcher (Gardien de la fourrière)
- Bill Thompson : Jock,  Bull / the bulldog (Dialogues), Dachsie / the dachshund (Dachsie, le teckel),  Joe, Policeman
- Bill Baucom : Trusty (César)
- Stan Freberg : Beaver (le Castor)
- Verna Felton : Aunt Sarah (tante Sarah)
- George Givot : Tony
- Alan Reed : Boris / the borzoi (Dialogues)
- Dallas McKennon : Toughy, Pedro / the chihuahua, Professeur
- The Mellomen :
  - Bob Stevens : Toughy (Chant)
  - Max Smith : Bull (Chant)
  - Bill Lee : Pedro (Chant)
  - Thurl Ravenscroft : Boris (Chant), Al /the Alligator (Al, l'alligator)

### Voix françaises

#### 1erdoublage(1955)
Source : lesgrandsclassiques.fr
- Claude Winter : Lady (Dialogues)
- Henri Allegrier-Ebstein : Clochard
- Jacqueline Ferrière : Darling (Dialogues)
- Georges Hubert : Jim Chéri
- Claire Leclerc : Lady (Chant) et Darling (Chant)
- Marie Francey : Peg (Dialogues)
- Anita Love : Peg (Chant)
- Paul Faivre : Jock
- Camille Guérini : César
- Paul Villé : le castor
- Cécile Dylma : Tante Sarah
- Marcel Painvain : Boris et le gardien de la fourrière
- Nicolas Amato : Tony (Dialogues)
- Michel Roux : Tony (Chant)
- Marcel Raine : Bouledogue
- Paul Bonifas : Policier devant le parc
- Pierre Michau : Agent fourrière 1
- Marcel Painvin : Agent fourrière 2
- Raymond Destac : Agent fourrière Bill
- Maurice Porterat : Vendeur de muselières
- Hommes à la réception : Jean d'Yd et Claude Bertrand

#### 2edoublage(1989)
Le second doublage date de 1989 et est inclus sur les supports édités après 1990.
- Dominique Chauby : Lady (Dialogues)
- Patrick Poivey : Clochard
- Martine Messager : Darling (Dialogues)
- Claude Lombard : Lady (Chant), Darling (Chant) et Si et Am
- Évelyn Séléna : Peg (Dialogues)
- Marie Ruggeri : Peg (Chant)
- Guy Chapellier : Jim Chéri
- Georges Atlas : César
- Roger Carel : Jock, Joe et le vieil homme au zoo
- Marc Alfos : le gardien de la fourrière
- Jean Stout : Tony et Boris
- Georges Berthomieu : le policier du zoo et l'homme de la réception
- Jacques Deschamps : le castor
- Paule Emanuele : tante Sarah
- Guy Piérauld : Toughy
- Jean-Claude Corbel : chanteur

#### 3edoublage(1997)
Le troisième doublage date de 1997 et est inclus dans la réédition en VHS de 1997, les DVD et Blu-ray. C’est aussi le doublage disponible sur le service Disney+[réf. nécessaire].
- Barbara Tissier : Lady
- Guillaume Lebon : Clochard
- Sophie Deschaumes : Darling et Si et Am
- Michel Papineschi : Jim Chéri
- Pierre Baton : Jock
- Pascal Renwick : César
- Marie Ruggeri : Peg
- Éric Métayer : le castor, Pedro
- Paule Emanuele : tante Sarah
- Gérard Hernandez : Joe
- Gérard Rinaldi : Tony
- Roger Carel : Bull / le Bouledogue
- Gérard Surugue : Toughy
- Jacques Frantz : Boris
- Michel Mella : Saucisson-à-pattes / le teckel
- Marc Alfos : le gardien de la fourrière
- Henri Labussière : le vieil homme au zoo
- Patrick Préjean : l'homme de la réception, le médecin de l'accouchement et le vendeur de l'animalerie
- Michel Vocoret : le policier du zoo et Al / l'alligator
- Olivier Constantin : chanteur[12]

Sources : Pierre Lambert et selon le carton du doublage sur le DVD.

## Distinctions
Récompenses
- David di Donatello 1956 - Prix à Walt Disney pour la « meilleure production étrangère »

Nominations
- BAFTA Awards 1956 - Nomination au BAFTA du meilleur film d'animation

## Sorties cinéma
Sauf mention contraire, les informations suivantes sont issues de l'Internet Movie Database.

### Premières nationales
- États-Unis : 16 juin 1955 (première à Chicago) ; 22 juin 1955 (sortie nationale)[14]
- Argentine : 11 août 1955
- Italie : 14 décembre 1955
- France : 16 décembre 1955
- Suède : 19 décembre 1955
- Finlande : 23 décembre 1955
- Danemark : 26 décembre 1955
- Norvège : 26 décembre 1955
- Japon : 8 août 1956
- Hong Kong : 20 septembre 1956
- Allemagne de l'Ouest : 12 décembre 1956
- Mexique : 19 décembre 1956
- Espagne : 21 avril 1957
- Pologne : 30 mai 1997
- Estonie : 11 juillet 1997
- Koweït : 24 novembre 1997

### Ressorties principales
- États-Unis : 26 septembre 1962, 17 décembre 1971, 17 mars 1980, 19 décembre 1986,
- Italie : 9 décembre 1966, 7 mars 1975, 13 avril 1982, 27 juin 1997
- Allemagne de l'Ouest : 28 mars 1975, 24 septembre 1981, 16 mars 1989,
- Allemagne : 3 juillet 1997
- Finlande : 19 décembre 1975, 15 août 1997
- Japon : 10 juillet 1976, 7 août 1982, 8 juillet 1989
- Suède : 24 février 1989
- Australie : 19 juin 1997
- Espagne : 20 juin 1997
- France : décembre 1966[15], 8 décembre 1976[16], 20 mars 1985[16], 1er avril 1989[17], 25 juin 1997
- Portugal : 27 juin 1997
- Hongrie : 17 juillet 1997
- Royaume-Uni : 18 juillet 1997
- Danemark : 25 juillet 1997
- République tchèque : 28 août 1997
- Norvège : 30 avril 2002

## Sorties vidéo
- octobre 1987 - VHS (Québec et États-Unis) 4/3 (plein écran) et 1er doublage français
- 1989 - VHS avec format 4/3 (plein écran) et 2e doublage français
- 4 novembre 1997 - VHS avec format 4/3, image restaurée et 3e doublage français
- 4 novembre 1997 - Laserdisc avec format Cinémascope 3e doublage français
- septembre 1998 - VHS (Québec et États-Unis) avec format 4/3, image restaurée et 3e doublage français
- 12 avril 2000 - DVD avec format 4/3 et image restaurée et 3e doublage français
- 14 février 2006 - DVD avec format cinéma et restauration numérique et 3e doublage français
- 14 février 2006 - Double DVD Collector avec format cinéma et restauration numérique et 3e doublage français
- 14 février 2006 - Coffret 3 DVD (La Belle et le Clochard I et II) avec format cinéma et restauration numérique et 3e doublage français
- 26 octobre 2006 - Coffret 2 DVD avec Les Aristochats avec format cinéma et 3e doublage français
- 26 octobre 2006 - Coffret 2 DVD avec Frère des ours avec format cinéma et 3e doublage français
- 1er février 2012 - Combo Blu ray + DVD
- 1er février 2012 - Coffret Prestige Digibook 2 Blu ray avec "La Belle et le Clochard 2 - L'appel de la rue"

## Origine et production
Durant la production de son premier long métrage au milieu des années 1930, Walt Disney est tellement convaincu par les films de  cette durée qu'il achète les droits d'adaptation de nombreuses histoires. L'histoire du film est basée sur une courte nouvelle de Ward Greene intitulée Happy Dan, the Whistling Dog ; Greene était le responsable éditorial de King Features Syndicate. L'usage d'une nouvelle encore non publiée comme base pour un long métrage d'animation est une première pour Disney,,. Le scénario offre aussi, pour Walt Disney, un parallèle avec son histoire d'amour avec Lillian Bounds, quand en 1925, oubliant un diner de premier rendez-vous et le cadeau qui devait être offert durant le repas, il cacha un chiot dans une boîte à chapeau et l'offrit à sa future femme,,,.

### Plusieurs scénarios pour une histoire

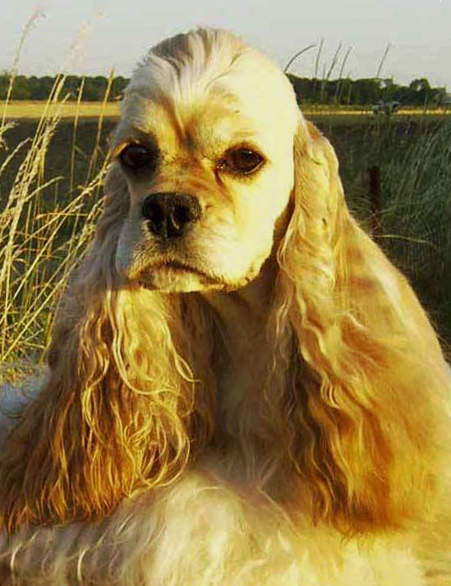
Cocker américain blond.

L'origine du scénario du film débute en 1937 avec une histoire de Joe Grant et Dick Huemer pour une romance canine d'après un concept d'histoire imaginé par Grant et sa femme Jenny et basé sur leur chienne Lady, une jeune cocker américaine,. Grant évoque lui l'année 1936 pour la première version. Il est possible de rapprocher ce scénario du court métrage Casanova canin avec Pluto et Dinah le teckel sorti en 1945. Koenig indique que l'histoire du cadeau de Walt et celle de Grant et Huemer ont été associées en 1943. Lors de la sortie du film, Walt Disney déclare au magazine Theater and Cinema que les premières versions ne le satisfaisaient pas et le projet a été mis en suspens. Cette version de Grant et Huemer, finalisée en 1943, se déroulait essentiellement en intérieur et Clochard n'en faisait pas partie. Toutefois on retrouve l'arrivée du bébé écartant Lady de ses maîtres et une méchante belle-mère venant avec deux chats.
En parallèle de ces développements internes, Disney découvre une courte nouvelle écrite par l'auteur Ward Greene, d'abord intitulée Happy Dan, the Whistling Dog and Miss Patsy, the Beautiful Spaniel et qui évolue après plusieurs réunions entre les deux hommes,. Disney contacte Green pour développer l'histoire et en achète les droits. L'histoire résultante a été intitulée Happy Dan, the Whistling Dog et publiée en 1943 dans Cosmopolitan,,. Mais la production du film a pris encore quelques années. En 1944, une autre histoire parue dans le Cosmopolitan nommée Imperfect Lady, est adaptée à la radio pour une émission écoutée par Walt. Celui-ci engage l'auteur Cap Palmer pour intégrer cette romance au film en production. Sa participation tient à des idées pour les points principaux de l'histoire et pour des éléments musicaux. La scène de la fourrière est, elle, attribuée à Ted Sears.
Avec le succès de Cendrillon en 1950, le studio reprend des projets de longs métrages, toutefois Joe Grant avait quitté le studio l'année précédente. D'après les propos de Marc Davis, à partir de 1952, donc durant la production de La Belle et le Clochard, Walt Disney s'éloigne petit à petit de l'animation au point qu'il est « difficile de l'avoir sous la main » lors des réunions de travail des longs métrages auxquelles il participe régulièrement jusqu'à celles du film Les 101 Dalmatiens (1961).
Le mélange entre Happy Dan de Greene et le scénario de Grant et Huemer devient le scénario de La Belle et le Clochard en 1953, version un peu plus romancée réécrite par Greene. Ce scénario a été novellisé par Greene et publié en 1953 selon la volonté de Walt Disney, ce qui a permis de familiariser le public à l'histoire. David Koenig note aussi le fait que c'est la première fois que le studio développe une histoire originale au lieu d'adapter une œuvre préexistante. Maltin ajoute que ce choix a permis à Disney d'être libre de développer l'histoire selon leurs besoins, ce qui n'est pas le cas en adaptant un classique. L'adaptation d'un classique ou d'une histoire connue doit en effet adhérer aux séquences conçues par leurs auteurs pour ne pas heurter le public qui en est familier.

### Pré-production
Au sein du studio, une équipe de sept scénaristes reprend et développe l'histoire tandis que trois réalisateurs expérimentés assurent la mise en scène. Dans les premiers scénarios, différents éléments se déroulaient autrement :
- Clochard avait été nommé « Homer », « Rags » (Guenilles) puis « Bozo » [14],[29],[33],[34] ; Jim Chéri s'appelait « Jim Brown » et Darling s'appelait « Élisabeth ». Quant aux deux chats siamois, ils devaient se nommer « Nip » et « Tuck[33],[35] », d'après un scénario de 1940[36], noms qui furent repris cinquante ans plus tard par une série à succès ;
- Lady n'avait qu'un unique voisin prénommé « Hubert » ;
- en attendant l'arrivée du bébé, Lady devait faire un cauchemar basé sur une séquence - finalement supprimée - intitulée Parade of the Shoes (Parade des chaussures), similaire à La Marche des éléphants de Dumbo (1941)[35] ;
- d'après les souvenirs de Peggy Lee, le vieux chien César devait mourir, tué par le rat mais à sa demande et pour ne pas reproduire la mort de la mère de Bambi, César reste vivant[37].

Entre le printemps et l'automne 1952, les archives du studio démontrent un intérêt de Walt Disney pour La Belle et le Clochard plus important que pour Alice au pays des merveilles et Peter Pan. La sortie du film était alors prévue pour 1954.

#### Choix du format CinemaScope
En 1953, Disney engage Richard Fleischer pour aider à résoudre la complexité technique du tournage de Vingt mille lieues sous les mers (1954). Il utilise alors le format CinemaScope pour les scènes de mouvements du sous-marin Nautilus afin de renforcer l'effet dynamique. Ce format est une innovation lancée par le studio 20th Century Fox avec la sortie du film La Tunique. La majorité des studios d'Hollywood l'adoptent à partir de 1953 sauf Paramount Pictures,.
Le principe est d'anamorphoser l'image sur un écran plus large. Ayant réussi avec Vingt Mille Lieues sous les mers, Fleischer aurait encouragé le studio à utiliser le format CinemaScope sur les longs métrages d'animation, La Belle et le Clochard, alors en production, bénéficie d'un tournage dans ce format. Mais ce choix technique a forcé les équipes à élargir les décors déjà réalisés. De plus, le faible nombre de salles équipées en projecteur au format CinemaScope a forcé le studio à produire deux versions du film. En parallèle, le scénario prend forme et le choix de placer l'action au début des années 1910 convainc Walt Disney.

#### Solutions narratives
Le film débute par une vue panoramique d'une petite ville de Nouvelle-Angleterre sous la neige. Il se poursuit en présentant un monde du point de vue des chiens et les hommes ne sont présentés en détail que dans quelques scènes clefs. Michael Barrier indique que les équipes de Disney ont utilisé deux approches dans le film, une vision animalière, mais aussi l'anthropomorphisme : des gags sont ainsi présentés avec un angle purement canin, mais d'autres apposent au chien des caractéristiques humaines. Ollie Johnston et Frank Thomas évoquent le fait que Walt Disney était plus occupé par le parc Disneyland et la télévision que le film, mais ses intérêts sont à l'origine d'une recherche approfondie du réalisme principalement dans la scène de combat entre Clochard et le rat, une recherche d'intensité émotionnelle. La vue animalière se traduit par un ajustement des scènes à hauteur des animaux, technique reprise dans  Oliver et Compagnie (1988).
Au début du film, l'équipe a résolu le problème du « temps qui passe » avec un minimum d'efforts en utilisant la scène où Jim Chéri autorise Lady à dormir sur leur lit « seulement pour cette nuit » puis celle où on la voit adulte toujours endormie sur le lit. Une solution similaire a été utilisée lorsque Lady s'imagine l'arrivée de l'enfant des Dear et qu'elle marche au travers des pages d'un calendrier transparent.
Un autre problème est de rendre les chiens expressifs. Ainsi pour montrer l'irritation de César pour la musique, différentes positions ont été testées pour finir par le fait qu'il se couche en tournant le dos et se bouchant les oreilles avec ses pattes.
Une autre difficulté a été pour Erdman Penner de savoir où stopper la représentation principalement dans la scène de la fourrière. L'équipe assume la représentation de la mélancolie et du pathos des chiens emprisonnés, mais devait-elle représenter l'euthanasie alors pratiquée dans des chambres à gaz ? La solution envisagée a consisté à reprendre plusieurs éléments connus du public comme les clichés des dialogues et attitudes, déjà vus dans des films comme Big House (1930) ou The Last mile (1953). Ensuite, l'équipe a représenté l'action au travers de silhouettes pour minimiser l'identification, donné un nom absurde, Nutsy, à la victime et demandé à Cliff Nordberg d'animer la scène de manière humoristique, du moins décalée.

#### Autres choix techniques
Techniquement, le film reprend des techniques utilisées auparavant dans les longs métrages de Disney. Les scènes douces profitent de couleurs pastel et de décors méticuleux. La scène plus violente du combat avec le rat est placée durant un orage et les traits de cet opposant ont été exagérés pour le rendre plus horrifiant. Ce combat pendant un orage avec des éclairs n'est pas sans rappeler Blanche-Neige et les Sept Nains (1937), Le Sacre du printemps dans Fantasia (1940) voire  Vingt Mille Lieues sous les mers (1954).

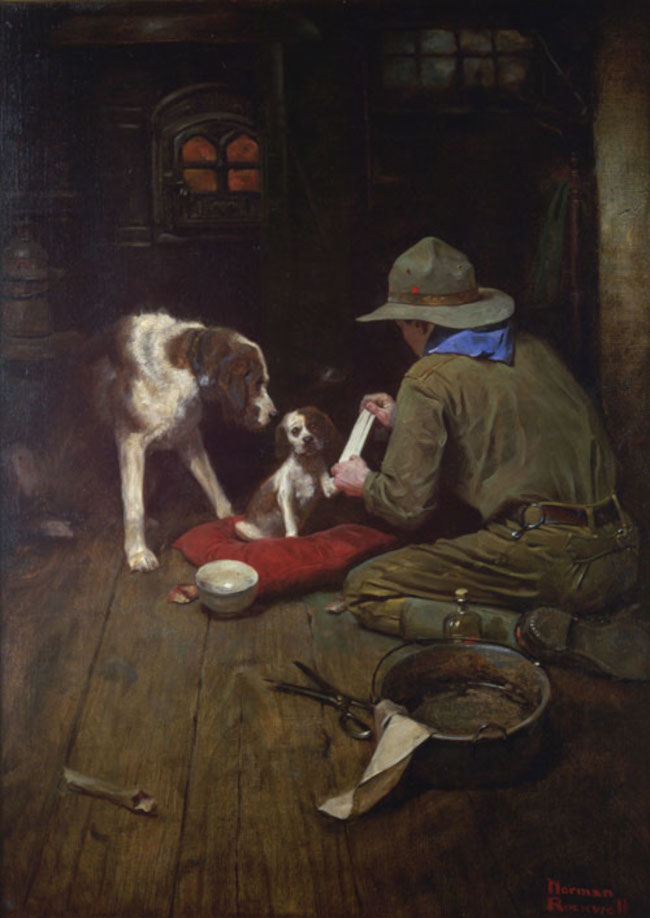
A Red Cross Man in the Making (1914) de Norman Rockwell.

Les décors ont été en partie réalisés par Claude Coats qui avait la consigne de reproduire le style détaillé des évocations du début du XXe siècle à l'image des œuvres de Norman Rockwell. Pour réaliser au mieux ce travail, il fit réaliser des maquettes de l'intérieur de la maison de Lady et des photographies en contre-plongée sous différents angles pour retranscrire la vision canine. Les décors comportent des zones très fournies afin de renforcer l'aspect nostalgique, par exemple avec des bibelots aux arêtes et couleurs douces, mais ce style nécessite la création d'autres zones vides réservées aux actions des personnages. Il suffit parfois de très peu pour rendre une scène forte en émotion, comme l'entrée de la fourrière, une simple porte en bois délabrée avec hors champ des aboiements plaintifs.
Le film a aussi nécessité le développement de nouveaux jeux de couleurs afin de résoudre des problèmes simples comme la couleur noire de Scotty qui devait ne pas être trop sombre ce qui aurait éclairci le décor par contraste. De plus, pour les personnages évoluant à la fois le jour ou sous une lumière vive et la nuit ou dans l'obscurité, différents jeux de couleurs pour chaque personnage ont été utilisés.
Durant la production du film, le partage des tâches entre animateurs est essentiellement basé sur les personnages, comme dans les précédentes productions, mais plusieurs animateurs sont assignés sur les personnages principaux. Neal Gabler indique que les animateurs du studio ont travaillé six jours par semaine pour finaliser le film. Il mentionne aussi que la production du film a été suspendue temporairement, car l'équipe était trop concentrée sur des détails. Ils ont donc travaillé pendant six mois sur La Belle au bois dormant (1959) ce qui leur aurait permis d'être plus efficaces et plus productifs pour finir La Belle et le Clochard. L'essentiel de l'animation a été réalisé en 1953 et 1954.

#### Incohérences
Malgré cela, David Koenig note quelques incohérences dont :
- l'absence de trou pour respirer dans la boite-cadeau contenant Lady[56] ;
- la présence dans le zoo d'un panneau « Le barrage des castors » avant que le barrage soit créé par l'un des castors ; de plus cette zone est la plus grande du zoo, fait assez rare dans ce type de lieu[56] ;
- lors de la scène derrière le restaurant, Tony commande deux plats, mais un seul est servi, plat de spaghetti cuisiné par Joe qui semble un expert, car il met les pâtes et les boulettes de viandes dans la même casserole[56] ;
- le chien Pedro est assez petit pour passer entre les barreaux des cages, mais ne le fait pas[56] ;
- lorsque Tante Sarah emprisonne Clochard puis Lady, après les avoir chassés à coup de balai, aucune scène ne montre où le bébé a pu être placé[57] ;
- le carrosse des amoureux dans le parc n'a pas de cheval[57] ;
- le fusil du fermier est plus que mal calibré, car le premier coup et le second coup se font à chaque fois plus à droite alors qu'il se déplace à gauche[57].

### Les personnages

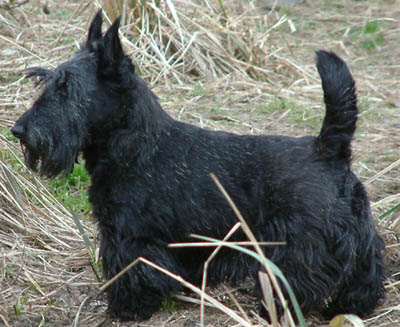
Terrier écossais.

Parmi les personnages, une grande partie est constituée de chiens, de différences races. Lady est une chienne cocker spaniel anglais, Jock un terrier écossais, César un chien de chasse Saint-Hubert et Clochard un croisé sans plus de précision. Dachsie est un teckel allemand.

#### Lady et Clochard
Lady est inspirée du cocker américain de l'animateur Joe Grant, une chienne portant également ce nom. Ce serait après avoir admiré sa fourrure que Walt Disney aurait décidé d'en faire l'héroïne du film mais graphiquement Lady est inspirée du cocker spaniel anglais d'Hamilton Luske. Le personnage a été animé par Eric Larson et sa voix originale est celle de Barbara Luddy. Jerry Beck mentionne la chanteuse Peggy Lee mais il commet une erreur, car elle donne sa voix à Miss Darling. John Grant indique qu'il y a deux Lady dans le film ayant chacune ses caractéristiques, le chiot au début du film puis la jeune femelle. La seconde possède des traits sexuels alors que la première en est dépourvue, mais les deux partagent une base commune, celle d'être « adorable, confiante, bien intentionnée. »
Clochard est un chien errant, un bâtard dont les races croisées ne sont pas identifiées, mais inspiré par un animal réel qui a été recueilli par le studio puis placé après la sortie du film dans la ferme du parc Disneyland. Ollie Johnston et Frank Thomas écrivent « [qu']une nuit, le scénariste Erdman Penner croise ce chien errant, modèle parfait pour le héros du film, mais qui disparaît dans des buissons. Plusieurs jours passent et les employés du studio parviennent à localiser le chien dans une fourrière quelques heures seulement avant qu'il soit euthanasié dans une chambre à gaz. Penner adopte immédiatement le chien et l'amène au studio où l'on découvre que c'est une femelle âgée d'un an, malgré cela l'animal a servi de modèle. » Il a été animé par Milt Kahl. Le personnage de Clochard possède un phrasé et un langage, interprété par Larry Roberts en version originale, qui font de lui un « réaliste assez cynique » tandis que ses actions démontrent qu'il est extrêmement rusé. Toutefois, il vit dans la peur constante d'être envoyé à la fourrière et exécuté. Cette peur rejoint le traitement habituel chez Disney de la notion de fourrière animale, comme celui joué par Pat Hibulaire dans plusieurs courts métrages dont Chien enragé (The Mad Dog, 1932) ou Un enlèvement de chien (The Dognapper, 1934), notion qui établit que « les gentils chiens sont attrapés par d'infâmes agents de la fourrière qui les exterminent immédiatement. »
Ollie Johnston et Frank Thomas ont animé des scènes mêlant Lady, Jock, César et Clochard. La scène d'amour au-dessus d'un plat de spaghettis a été animée entièrement par Frank Thomas,,, du moins les chiens et la table, car Tony et Joe ont été animés par John Lounsbery,. La partie coup de foudre aurait été dessinée en secret par Thomas car Walt doutait de sa crédibilité. Parmi les chiots nés de l'union entre Lady et Clochard, seul le jeune mâle possède un nom Scamp et un caractère aventureux.

#### Les autres chiens

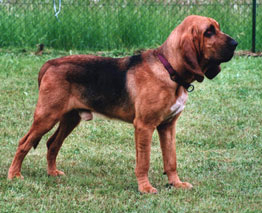
Chien de Saint-Hubert.

Le chien Jock est, pour John Grant, l'épitomé du terrier écossais avec ses mouvements désordonnés, mais aussi d'un Écossais avec son caractère bourru et la voix de Bill Thompson,. Dans le film, Jock mentionne que son vrai nom est en réalité Heather Lad O' Glencairn et qu'il répond à celui de Jock uniquement pour le plaisir de ses maîtres. Il autorise Lady à l'appeler ainsi en raison de sa forte humanité. César, Trusty en version originale, est quant à lui un chien de chasse Saint-Hubert au passé glorieux, mais qui a perdu le sens de l'odorat,, inspiré de l'acteur Ralph Bellamy. Avec son grand-père Vieux Fidèle, ils ont participé à la chasse de plusieurs criminels à travers le pays, le jeune César écoutant les assertions de son aîné. César tente régulièrement d'évoquer son passé ou les paroles de son aïeul mais Jock intervient pour éviter la radoterie, source de scènes comiques. Jock n'est pas très lié d'amitié avec Clochard mais participe à son sauvetage, tout comme César qui le voit d'abord comme un ennemi mais risque sa vie pour lui, à moins que ce ne soit par amitié pour Lady, ce qui n'est pas clairement établi dans le film selon Grant. Les deux compères ne sont pas des personnages principaux selon les canons de Disney, mais ont été parfaitement cernés et sont très convaincants, ce qui démontre selon Grant la qualité du travail du studio.

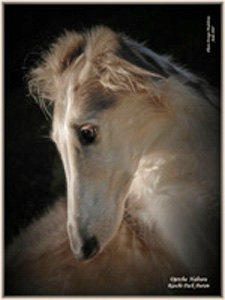
La tête fine et ciselée du barzoï ou lévrier russe.

À la fourrière, Lady rencontre de nombreux chiens dont un quatuor chantant ironiquement Home! Sweet Home!, le corniaud américain Toughty, le lévrier russe Boris, le chihuahua mexicain Pedro et le bouledogue américain Bull. Ce quatuor est interprété par le groupe vocal The Mellomen, déjà à l’œuvre - entre autres - dans Alice au pays des merveilles et Peter Pan. Ces quatre chiens perturbent le teckel Dachsie qui tente de creuser un tunnel pour s'évader, mais aussi Peg, une chienne vedette de la fourrière basée sur la chanteuse Peggy Lee, animée par Eric Larson,. C'est une Lhassa Apso. Ce personnage devait s'appeler « Mamie » mais le nom a été changé en raison du prénom de la femme du président Eisenhower, Mamie Eisenhower. Peg serait l'ancienne vedette d'une émission nommée Dog and Pony Show en plus d'être, selon Johnston et Thomas, l'exemple d'un personnage acceptable, mais non réaliste. Le bouledogue a été animé par John Lounsbery. Bill Thompson donne sa voix à Bull et Dachsie en plus de Jock ; Dallas McKenon interprète Toughy, Pedro, le professeur et une hyène du zoo tandis qu'Alan Reed fait Boris.
Finch indique que les chiens ont été aussi difficiles à animer que les biches et faons dans Bambi car ils devaient être des animaux réalistes. John Grant note un traitement étrange, incohérent, des nombreux chiens. Ainsi, la meute de chiens errants qui poursuit Lady semble constituée de monstres, mais les chiens errants emprisonnés à la fourrière donnent une image plus adorable. Bob Thomas évoque qu'une subtile différence dans l'animation provient de l'usage du CinemaScope, les animateurs pouvant désormais déplacer les personnages dans le décor (le cadre étant plus large) alors qu'auparavant, ils devaient déplacer le décor derrière les personnages.

#### Humains et autres animaux
Un élément important du film est la différence de traitement lorsque les chiens parlent entre eux ou qu'ils s'expriment aux humains, les aboiements dans le second cas indiquent clairement que ce sont les chiens les héros de leur monde. Ainsi les humains sont relégués à des rôles mineurs à la fois à l'écran et dans leurs actions. Le couple Chéri est issu de la classe moyenne avec Darling moins élevée que son mari Jim. Les habits de Darling toujours impeccables et son visage en font l'archétype de la jeune femme parfaite maîtresse de maison des années 1950 bien que le film se déroule dans les années 1910,. Le costume trois-pièces et les horaires de Jim font penser à un métier lié à la finance, mais ses traits très stricts et sobres sont compensés par des scènes de joie et de détente chez lui en particulier provoquées par la chienne Lady.
Tony et Joe, respectivement le propriétaire et le chef du restaurant italien,, ont été animés par John Lounsbery,. Tony est imposant, grand et gros, mais aussi en présence et généreux, avec un visage marqué par sa dentition, sa moustache ayant sûrement humé un millier de minestrones, ses yeux très mobiles, d'épais sourcils et une calvitie. Le chef Joe est lui deux fois plus maigre et revêtu d'une panoplie de chef dont une grande toque. Il possède lui aussi d'épais sourcils et une moustache, mais plus dans le style de Groucho Marx. Le duo interprète la célèbre chanson Belle nuit (Bella Notte), Tony jouant de l'accordéon et Joe de la mandoline.

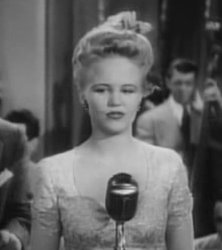
Peggy Lee dans Le Cabaret des étoiles (1943).

La tante Sarah rejoint la longue liste de méchants féminins du studio Disney mais sa méchanceté réside surtout dans son amour des chats et son incompréhension des chiens. Elle est une vieille dame bien en chair persuadée que les chiens sont tous antisociaux, sales et couverts de germes de maladie, mais qui se propose de garder le bébé. La tante Sarah possède deux chats, nommés Si et Am, décomposition du nom Siam, le pays d'origine de cette race de chat, les siamois, de plus les deux animaux sont siamois dans sens qu'ils sont jumeaux. Ces deux chats sont quasi identiques en raison de leur voix très aiguë fournie par Peggy Lee en version originale et leur caractère fourbe et destructeur. Ils ont été animés par Bill Justice, John Sibley et Bob Carlson. La tante Sarah reste persuadée que ses chats sont de parfaits innocents. Cependant, il n'y a pas vraiment de méchant dans ce film seulement des situations difficiles confrontant différents personnages. Ainsi Tante Sarah fait simplement passer sa passion pour les chats au-devant d'un quelconque intérêt pour les chiens. Toutefois elle provoque des situations comme le fait de museler Lady ou la course poursuite entre les chiens et les chats. Les deux siamois sont même des sources de rires pour les possesseurs de chats habitués à leurs comportements parfois étranges parfois agressifs, mais toujours égocentrés,.
Parmi les autres humains, John Grant note le vendeur de la boutique animalière qui vend une muselière à la tante Sarah, le policier et le professeur aux prises avec Clochard dans le zoo, l'agent de la fourrière et Bill le gardien de cette dernière. Koenig indique que le vendeur de la boutique serait inspiré de Franklin Pangborn. Grant évoque aussi le castor qui aide avec sa monomanie pour la coupe des arbres les héros en retirant la muselière de Lady.
Le seul méchant monstrueux semble être le rat en raison de la peur qu'il provoque et des blessures potentielles qu'il peut infliger à Clochard l'obligeant à se battre. Pour la scène de combat entre Clochard et le rat, l'animateur Wolfgang Reitherman garda un rat en cage pour étudier ses mouvements,,, pour animer le personnage nommé Hermann. À la suite d'une frustration de ne pas pouvoir travailler sur des modèles vivants durant la séquence Le Sacre du printemps de Fantasia (1940), il a ainsi demandé à l'équipe de charpentiers du studio de fabriquer la cage qu'il a conservée à côté de son bureau plusieurs semaines avant le début de la production du film. La scène utilise les mêmes techniques, flashs lumineux et tonnerre, que la scène du combat entre un tyrannosaure et un stégosaure de Fantasia, dans la séquence Le Sacre du printemps, aussi animée par Reitherman.

### Bande originale
La musique du film a été composée par Oliver Wallace, dernière collaboration pour un long métrage d'animation Disney. Les chansons ont été composées et écrites par Sonny Burke et Peggy Lee. La bande originale n'a été publiée qu'en 1997, après plusieurs années de bataille judiciaire avec Peggy Lee entamée pour les droits associés aux supports vidéos, qu'elle a gagné en 1991.
- Belle nuit (Bella Notte) - Chœur
- La Paix sur Terre (Peace on Earth) - Soliste et chœur
- Trois pas par-ci, deux par-là (Bonybank in the Backyard) - Jock
- Qu'est-ce qu'un bébé ? (What is a Baby?) - Lady
- La La Lou - Darling
- La Chanson des Siamois (The Siamese Cat Song) - Si et Am
- Belle nuit (Bella Notte) (reprise) - Tony, Joe et chœur
- Home Sweet Home - Les chiens
- Il se traîne (He's a Tramp) - Peggy
- La Paix sur Terre (Peace on Earth) (reprise) - Chœur

## Sortie et accueil
Comme la plupart des productions de Disney à partir des années 1950, le film a été présenté dans l'émission Disneyland avec une interview de Peggy Lee et une démonstration de Sonny Burke et des Mellomen pour assurer sa promotion. L'émission intitulée A Story of Dogs a été diffusée sur ABC le 1er décembre 1954. La Belle et le Clochard est le premier long métrage d'animation distribué par Buena Vista Pictures Distribution, le studio ayant stoppé son contrat avec RKO Pictures l'année précédente.
Finalement, le film a coûté près de 4 millions d'USD. La sortie du film était importante pour Walt Disney, affecté par les mauvais résultats des films Alice au pays des merveilles (1951) et Peter Pan (1953). À sa sortie, le film est le premier long métrage d'animation à être projeté au format CinemaScope,,,,. Le long métrage a été souvent accompagné par le court métrage documentaire Switzerland (1955) réalisé par Ben Sharpsteen dans la série People and Places. Le premier dessin animé utilisant le procédé CinemaScope était le court métrage de Disney Les Instruments de musique (Toot Whistle Plunk and Boom, 1953). La sortie du film a précédé de quelques semaines l'ouverture du parc de Disneyland. Le film récolte 8,3 millions d'USD en cumulant la sortie de 1955 et la ressortie de 1962, mais la première exploitation a suffi à rentabiliser la production du film.
La plupart des critiques ont été négatives malgré la qualité technique du film. Albert Payson Terhune du New Yorker se plaint du « sentimentalisme excessif » du film, mais aussi du recours au CinemaScope donnant aux chiens la forme d'hippopotames. Bosley Crowther du New York Times ajoute que ce format rend plus visible les défauts. Le magazine Variety est moins critique, mais s'étonne de la scène de combat avec le rat qu'il rapproche de la scène de la chauve-souris dans le film Le Poison (1945) et demande si le dessin animé est déconseillé aux enfants.
Rapidement, le personnage de Scamp, fils de Lady et Clochard, présenté tout à la fin du film fait l'objet d'une série en bande dessinée, lancée le 31 octobre 1955 par King Features Syndicate d'abord en strip devenue un gag quotidien publié jusqu'en juin 1988, mais aussi une série régulière de 1958 à 1961. Lors de sa ressortie en 1962, La Belle et le Clochard était présenté avec un autre film : Presque des anges (Almost Angels).
Le film ressort aux États-Unis en mars 1980.
En octobre 1987, le studio décide d'éditer en cassette vidéo le film La Belle et la Clochard et reçoit plus de 2 millions de pré-commandes avant la date de sortie. Rapidement le studio vend aux États-Unis 3,2 millions de cassettes du film. Mais en 1988, Peggy Lee a poursuivi Disney pour obtenir l'argent des droits sur les cassettes vidéo, non prévues dans son contrat initial, et la cour lui a accordé 3,83 millions USD en dédommagement. La chanteuse n'est pas la seule dans ce cas car Mary Costa, voix d'Aurore dans La Belle au bois dormant (1959), en 1990, ainsi que les musiciens de Cendrillon (1950) et l'orchestre de Fantasia (1940) firent de même. Le procès a duré plusieurs années comme le confirme un article du Los Angeles Times du 19 février 1991 dans lequel Peggy Lee, âgée de 70 ans, arrive en fauteuil roulant au tribunal réclamant 50 millions d'USD. Le jugement final a été prononcé début avril 1991 et accorde seulement 2,3 millions d'USD à Peggy Lee,,.

## Analyse
John Grant écrit que La Belle et le Clochard se différencie des précédents longs métrages d'animation du studio par deux points, l'usage du CinemaScope et l'utilisation d'un scénario encore jamais publié. Il ajoute qu'il est souvent vu comme l'un des plus charmants films de Disney même si l'avis des critiques contemporains est un peu moins enthousiaste.

### Disney retrouve son public
Pour Sébastien Roffat, La Belle et le Clochard fait partie des longs métrages d'animation du début des années 1950 avec lesquels Disney retrouve son public. Le film n'est pas un important succès pour le studio, mais possède un côté charmant qui le classe dans les films de Disney les plus appréciés par les spectateurs. Leonard Maltin écrit que c'est un film bien élaboré, moins irrésistible que certaines œuvres plus anciennes, mais plus agréable que d'autres. Pour Steven Watts, ce film est une fable fantastique sur une romance canine soutenue par un réalisme visuel de chaque détail, une musique entraînante et une forte histoire d'amour. Mais l'histoire est moins mythique que les contes de fées avec le recours à la vie domestique moderne. Maltin ajoute que l'histoire est assez simple, mais l'ajout de scènes fortes, de chansons et de certaines images rend le film « assez proche d'une sympathique peluche. » Christopher Finch indique que le film est le premier à traiter d'une époque peu éloignée du contemporain des spectateurs. À la différence de Dumbo (1941) qui se situe dans le présent, mais dans un environnement spécial, le monde clos du cirque, les personnages de La Belle et le Clochard évoluent dans une banlieue d'une ville moyenne américaine au début du XXe siècle, éléments proches et familiers des spectateurs américains des années 1950. De plus, la fin du film reprend l'image de la soirée de Noël, élément familial récurrent chez Disney. Jimmy Johnson donne Alice au pays des merveilles (1951) comme exemple d'un film d'animation sans succès ni en salle ni musical  qu'il oppose à Peter Pan (1953) et La Belle et le Clochard (1955) ayant eu, tous les deux, du succès en salle mais sans titre musical d'envergure.
Pour Jerry Beck, hormis le rat, tous les personnages sont sympathiques ou divertissants, y compris les chats siamois en raison de leurs vilenies. Leur présence est, selon Brode, uniquement motivée par le besoin dramatique d'avoir une espèce animale opposable aux chiens. Le film fait partie des longs métrages d'animation de Disney utilisant des animaux domestiques comme base, l'un des deux principaux thèmes avec les contes de fées. En cherchant un point de critique, Maltin trouve que l'animation du film est trop « littéraire », moins élaborée que dans Cendrillon (1950), le conte de fées offrant plus d'opportunité à l'invention visuelle. Le film est une merveille de réalisme, mais il n'égale pas « l'hyperbole visuelle de Dumbo, l'imagination sans frontière de Fantasia, le surréalisme des Trois Caballeros ou même la vision stylisée de la réalité de Bambi. » Grant considère le film comme ayant un déroulement authentique et des personnages surtout très attendrissants, mais il ne fait pas partie des films joyeux où l'humour domine, car les situations font au mieux sourire, mais pas rire, le scénario ne le permettant pas. David Koenig note un fait étrange dans l'élevage de Lady, elle est achetée et mise dans un sac puis reste sans laisse chez son nouveau propriétaire alors que des chiens plus âgés sont attachés, incohérence qui se retrouve dans le film Rox et Rouky (1981).
Grant considère que Lady est une héroïne de Disney avec son côté romantique, le fait d'être terrifiée et confuse, et le trait de rébellion avec sa fugue et la scène dans la fourrière, éléments qui peuvent être rapprochés de Blanche-Neige, Cendrillon ou Aurore. Mais elle n'est pas une héroïne naïve et innocente, au contraire elle possède une forme de décence. Finalement elle n'est pas un personnage central fort comme peut l'être Clochard.

### Usage du CinemaScope
Maltin relie la qualité du film au choix technologique fait par Walt Disney de tourner le film en CinemaScope ce qui offre une plus grande importance aux départements des layout et des décors. Ces deux services ont ainsi créé une succession de décors devant lesquels l'histoire peut se dérouler. Allan évoque aussi ce premier usage du CinémaScope et la beauté des décors en partie dessinés par Eyvind Earle. Michael Barrier, cité par Maltin, considère que les deux approches utilisées dans le film, vision animalière et anthropomorphisme, bien qu'elles fonctionnent assez bien ensemble, provoquent un conflit chez le spectateur. Maltin note qu'une fois de plus, les meilleures séquences ont été construites autour d'une musique, les paroles rejoignant les images comme la scène des étoiles dans les yeux de Lady chez Tony. Bob Thomas indique que cet usage permet un plus grand réalisme, mais moins de scènes rapprochées. Mais pour Neal Gabler, cet usage a fait doubler les coûts des décors et monter le budget à plus de 3 millions d'USD, ce qui a réduit les bénéfices du film. Il note aussi que le style graphique du film n'est pas celui habituel du studio, mais plutôt le style économique d'UPA, l'animation limitée.

Maltin et Grant citent un article de Ward Kimball paru dans Films in Review au sujet de l'utilisation du CinemaScope, : 

« Nos artistes de layout, dont le travail est analogue aux concepteurs de décors, devaient recréer la mise en scène de toutes les actions pour l'associer aux décors deux fois plus longs qu'avant. En faisant cela, ils ont fait une découverte : avec le CinemaScope, les personnages d'animation bougent, mais pas les décors. Grâce à la place supplémentaire, les personnages peuvent se déplacer sans sortir de l'angle de vue. Ils peuvent aussi bouger plus en relation avec les autres. Avec le CinemaScope, […] les personnages peuvent se déplacer à travers la scène. Le film nécessite moins de scènes séparées, moins de coupures et comme les actions se déroulent de manière plus continue, les mouvements non brisés traversent de grandes scènes… »

 Finch qualifie le travail des animateurs de bon sur la personnalité des personnages humains tout en conservant les nuances des comportements des chiens.

### Histoire d'amour et rêve américain
Le film est avant tout une histoire d'amour, entre un vagabond et un membre de l'élite sociale. Lady est une chienne de compagnie dans une famille aisée motivée par l'éthique malgré une vie dans le luxe tandis que Clochard est un chien vagabond qui utilise les humains et séduit les femelles. En cherchant à fuir l'autorité locale, il se réfugie à contre-cœur dans le quartier de Snob Hill. C'est alors qu'il rencontre Lady qui fugue de chez elle de peur d'être abandonnée. Mais à l'opposé de nombreux films d'amour, la romance dans La Belle et le Clochard prend du temps à se développer et culmine par la célèbre scène du baiser avec les spaghettis. Pour Robin Allan, le film est une histoire d'amour nostalgique au début du XXe siècle. Olliver Johnston et Frank Thomas s'interrogent sur le résultat obtenu en mélangeant à l'écran différents éléments. Les éléments, si on les énumère, sont loin de définir le romantisme ou le fait de tomber amoureux, encore moins l'amour : deux chiens venus chercher des os mangent à la place une assiette de spaghettis préparée comme pour des humains et présentée sur une table avec sa nappe et une bougie dans la ruelle à l'arrière d'un restaurant italien au son de l'accordéon et de la mandoline d'un chef et de son patron, tous deux romantiques. De plus, de nombreuses questions sont apparues au point que Walt n'était plus sûr que la scène apporte grand-chose au film. Parmi les questions, Johnston et Thomas notent : Les personnages humains rendent-ils la scène convaincante ? Le plat de spaghetti est-il un élément divertissant ? Le caractère adorable de Lady est-il renforcé par sa façon de manger un long spaghetti ? Ils pointent ainsi le fait que Clochard devient un héros terrassant un monstrueux rat montrant ainsi un aspect chevaleresque allant plus loin dans le sentimental que le vagabond individualiste.
La famille américaine dépeinte dans La Belle et le Clochard diffère de la famille britannique de Peter Pan (1953). Le film présente une image idéalisée de la famille américaine avec les Dear,. Toutefois, dans la relation inter-classe entre Clochard et Lady, Disney ne prend pas partie, et offre un message d'acceptation fort des symboles de civilisation. Aucun des deux héros n'abandonne totalement sa classe sociale pour celle de l'autre, mais les deux effectuent la moitié du chemin, Lady apprenant la vie de vagabond tandis que Clochard apprend les valeurs de la famille. La découverte par Lady de la fourrière, équivalent de la prison par anthropomorphisme, est similaire aux emprisonnements des aristocrates ou de leur déchéance chez Dickens. Watts écrit que le film est rempli de stéréotypes que ce soit pour les noms, les situations ou l'image de la femme ; toutefois Lady parvient, après une série d'aventures, à revenir chez ses maîtres en ayant domestiqué son compagnon, ancien chien errant, et à avoir avec lui quatre rejetons. Lynda Haas, Elizabeth Bell et Laura Sells considèrent que La Belle et le Clochard fait partie d'un groupe de films Disney dans lequel la mère n'est pas absente comme dans Pinocchio, Cendrillon, etc. mais qu'elle n'est présente que pour encourager ses enfants de manière bénévole, se sacrifiant pour atteindre ce but au côté de . John Grant attribue au studio un triomphe oublié, celui d'avoir fait accepter que les chiens pouvaient non pas seulement s'accoupler, mais aussi former des couples comme dans un mariage. Il note aussi qu'à l'inverse des conventions, Lady porte un collier bleu tandis que ceux de Jock et Clochard sont d'un rouge rosé.
Le film est aussi un hommage au début du XXe siècle avec la coexistence des lampes à gaz, du téléphone, des charrettes à chevaux et des premières automobiles. Le 15 mai 1952 durant une réunion de travail pour ce film, Walt Disney décrit cette époque : « À cette période, je me souviens de ce temps-là vous savez, je vivais dans une petite ville du Missouri et il n'y avait que deux automobiles. C'était l'année 1908. » Johnston et Thomas résument le film à la nostalgie, comme une vieille carte postale avec des couleurs vives et ensoleillées et des contours doux. Cette nostalgie empreinte de patriotisme est associée à la culture américaine. Il est possible de relier cela à différents éléments qui ont amené à la genèse du parc Disneyland avec, depuis la fin des années 1940, le Carolwood Pacific Railroad achevé fin 1950 et le film Danny, le petit mouton noir (1948) empreint de nostalgie (Cf Nostalgie et importance pour Disney). Le projet de parc à thème germe petit à petit dans l'esprit de Walt Disney jusqu'en décembre 1952, année où il lance un vrai développement en créant une société dans ce but, WED Enterprises. Et l'un des éléments importants de ce parc est Main Street, USA, une rue au début du XXe siècle.

### Acceptation sociale
Brode considère que l'un des thèmes récurrents des longs métrages d'animation de Disney est la suppression, du moins le franchissement, des barrières des classes sociales. Robin Allan indique que c'est le premier film de Disney affichant ouvertement une représentation de l'Amérique multiculturelle avec des assertions ou des accents des immigrés italiens, allemands et russes. Mais la naïveté affichée de Disney devient l'une des raisons d'un sentiment européen anti-Disney. Un exemple de cette naïveté est le recours à des clichés pour définir un peuple comme le tempérament économe de Jock, un Écossais. Mark Pinsky ajoute que « cette romance est une fable sur les classes sociales, la reproduction animale, l'autorité, l'immigration et la mobilité sociale, mais aussi sur l'histoire de l'Amérique moderne. » Douglas Brode indique que cette période est marquée par « une forte sensibilité aux attitudes élitistes mettant en scène l'égalitarisme » et la vision américaine de la démocratie. Pour Brode, la notion de classe dans les années 1950, très sensible, est ainsi minimisée « par Disney en situant l'histoire dans sa période favorite, le début du XXe siècle, avant que la Première Guerre mondiale bouleverse le paysage géopolitique. » Brode mentionne la réponse faite par Disney en mai 1966 au magazine Fortune « qu'il n'a jamais désiré et ne souhaite pas amasser une fortune personnelle. » De plus à l'époque de la production du film, Disney cherche à financer le parc Disneyland, qui totalise en juillet 1955 un budget de 17 millions d'USD. Brode considère que malgré l'histoire qui semble se jouer dans une seule et même ville, c'est en réalité l'histoire de deux villes, l'un des quartiers aisés et l'autre de la classe défavorisée. Neal Gabler évoque la notion de darwinisme social.
Mark I. Pinsky, citant Susan Lochrie Graham, fait un parallèle entre les actions de Clochard et l'œuvre salvatrice de Jésus-Christ. Clochard protège les pauvres, les libère des cachots, les sauve, mais à la différence de Jésus ne les absout pas. Pinsky préfère une vision « plus terrestre », moins religieuse, et considère que Clochard représente les bons côtés du peuple américain, rattachant cela au rêve américain. Il pense que Walt Disney avait découvert une importante part de Clochard en lui, le personnage devenant ses meilleurs côtés.
Un autre élément est l'intégration des Italiens. Walt, avec sa culture américaine du middle-west, ne connait pas les problèmes des Italo-américains mais il utilise des stéréotypes pour humaniser les personnages. La scène du repas montre les Italiens chaleureux et besogneux avec des stéréotypes comme les spaghettis et les boulettes de viande mais sans les stigmates qui poursuivent les immigrants italiens depuis les débuts du cinéma américain. Rosina Lippi-Green indique dans une étude des parlers anglophones dans les films d'animation Disney, que le personnage de Clochard, avec un argot américain socialement marqué, et Lady, avec un américain plus courant, sont des stéréotypes des amants potentiels du cinéma, le mâle romantique ayant souvent l'accent différent, voire étranger. Un schéma similaire est présent dans Les Aristochats (1970) avec Thomas O'Malley et Duchesse. Douglas Brode fait lui un parallèle entre La Rose et l'Épée (1953) et La Belle et le Clochard alors en production dans lesquels deux personnages féminins de noble lignée s'éprennent d'un personnage masculin pauvre, relation similaire à celle de Zorro et de la Señorita Elena Torres dans Zorro. Maltin note une prise de position assez étrange dans le film, celle d'une comparaison entre l'euthanasie animalière dans les chenils et les « chambres à gaz », avec un commentaire d'un des chiens « Le pauvre empruntant le couloir de la mort. »

## Adaptations et produits dérivés
Poursuivant le principe entamé avec Blanche-Neige, le studio a publié l'histoire du film sous la forme de bandes dessinées. Le site INDUCKS recense deux histoires de La Belle et le Clochard publiées toutes deux au moment de la sortie du film. La première publication se présente sous la forme d'un comic strip dominical publié entre janvier et juillet 1955 sur des crayonnés de Manuel Gonzales et un encrage de Dick Moores. La seconde publication est un comic publié en mai 1955, d'après un scénario de Del Connell et des dessins d'Al Hubbard.
Un spin-off du film fut créé à travers une bande dessinée titrée Scamp (en l'honneur d'un des chiots de Lady et de Clochard). Le personnage de Scamp est, lui, apparu sous ce nom le 10 juillet 1955 dans la version bande-dessinée du film, mais n'est pas nommé dans l'œuvre originale. Écrite par Ward Greene et publiée à partir du 31 octobre 1955 en couleurs, le dimanche, à partir du 15 janvier 1956, celle-ci a inspiré le film La Belle et le Clochard 2 : L'Appel de la rue (2001).
Sur la place de Town Square, à l'entrée de Main Street, USA, au parc Magic Kingdom, il existe un restaurant nommé Tony's Town Square d'après le personnage de Tony, le restaurateur italien, restaurant qui possède un hommage à la scène du film entre Lady et Clochard gravé dans le ciment au pied d'un escalier (un cœur transpercé d'une flèche avec deux paires d'empreintes de pattes). Un autre restaurant de type pizzeria nommé Bella Notte existe au parc Disneyland français.
À la fin des années 1960, un livre-disque comprenant un disque 33 tours et un livret de 24 pages a été publié dans la série Little Golden Books.
Un court métrage éducatif intitulé Lady and the Tramp : A Lesson in Sharing Attention traitant de l'importance de partager l'attention par exemple à l'arrivée d'un nourrisson, a été édité en septembre 1978.
Une statue de La Belle et le Clochard apparaît dans le 3e district de la Ville de Traverse, un monde du jeu vidéo Kingdom Hearts.
La scène avec Lady et Clochard au restaurant italien a été parodiée plusieurs fois par la série Les Simpson avec les épisodes : La Dernière Tentation d'Homer (saison 5, épisode 9) dans lequel Homer et Mindy partagent un hot-dog, Une portée qui rapporte (Saison 6, épisode 20) et Aphrodite Burns (Saison 13, épisode 4) dans lequel M. Burns et Gloria mangent des spaghettis. Enfin, dans un quatrième épisode, L'Amour à la springfieldienne (Saison 19, épisode 12), Marge joue le rôle de Lady et Homer celui de Clochard dans une reconstitution parodique du film.